# Hollerner See

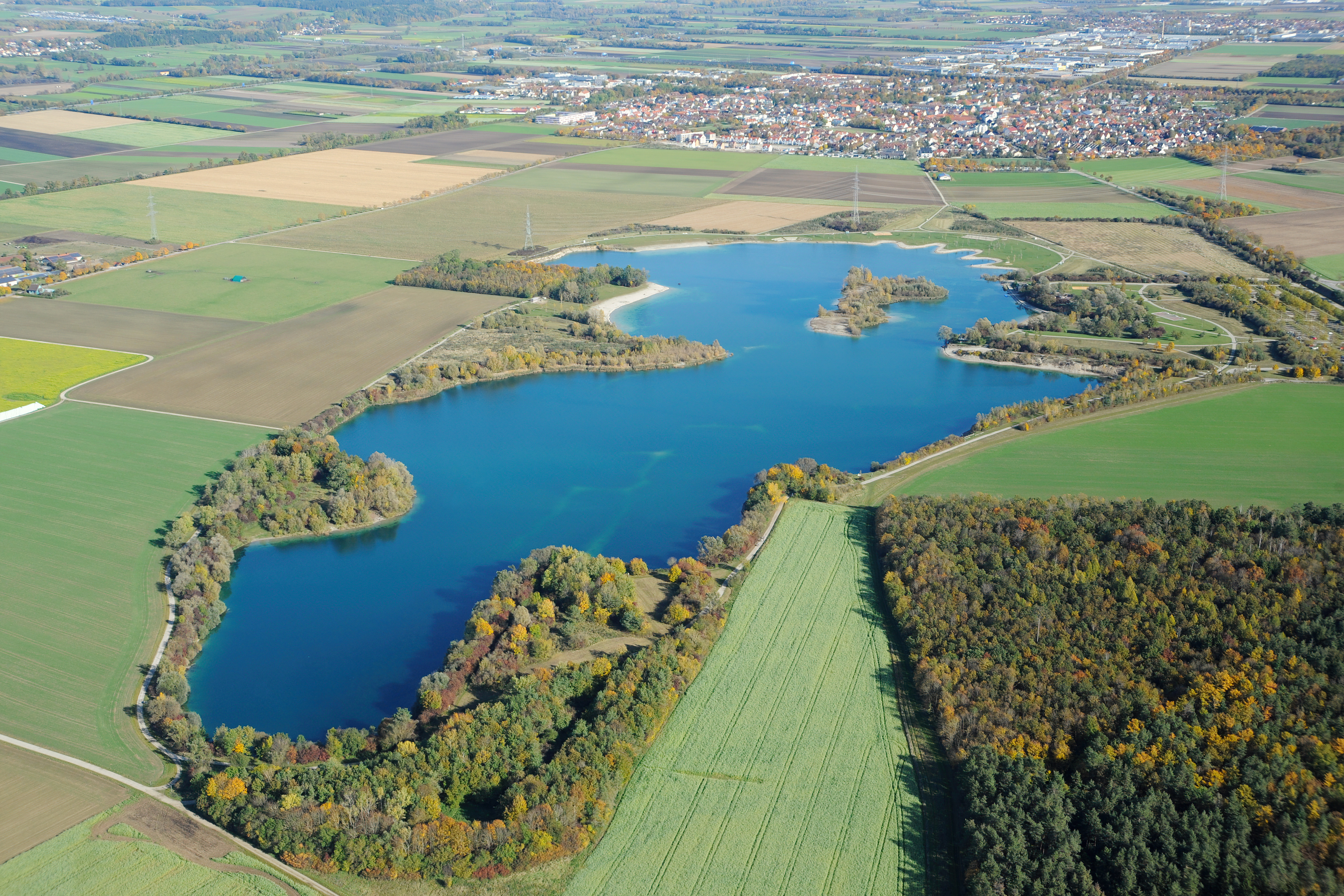
Der Hollerner See von Südwesten aus der Luft gesehen; im Hintergrund Eching

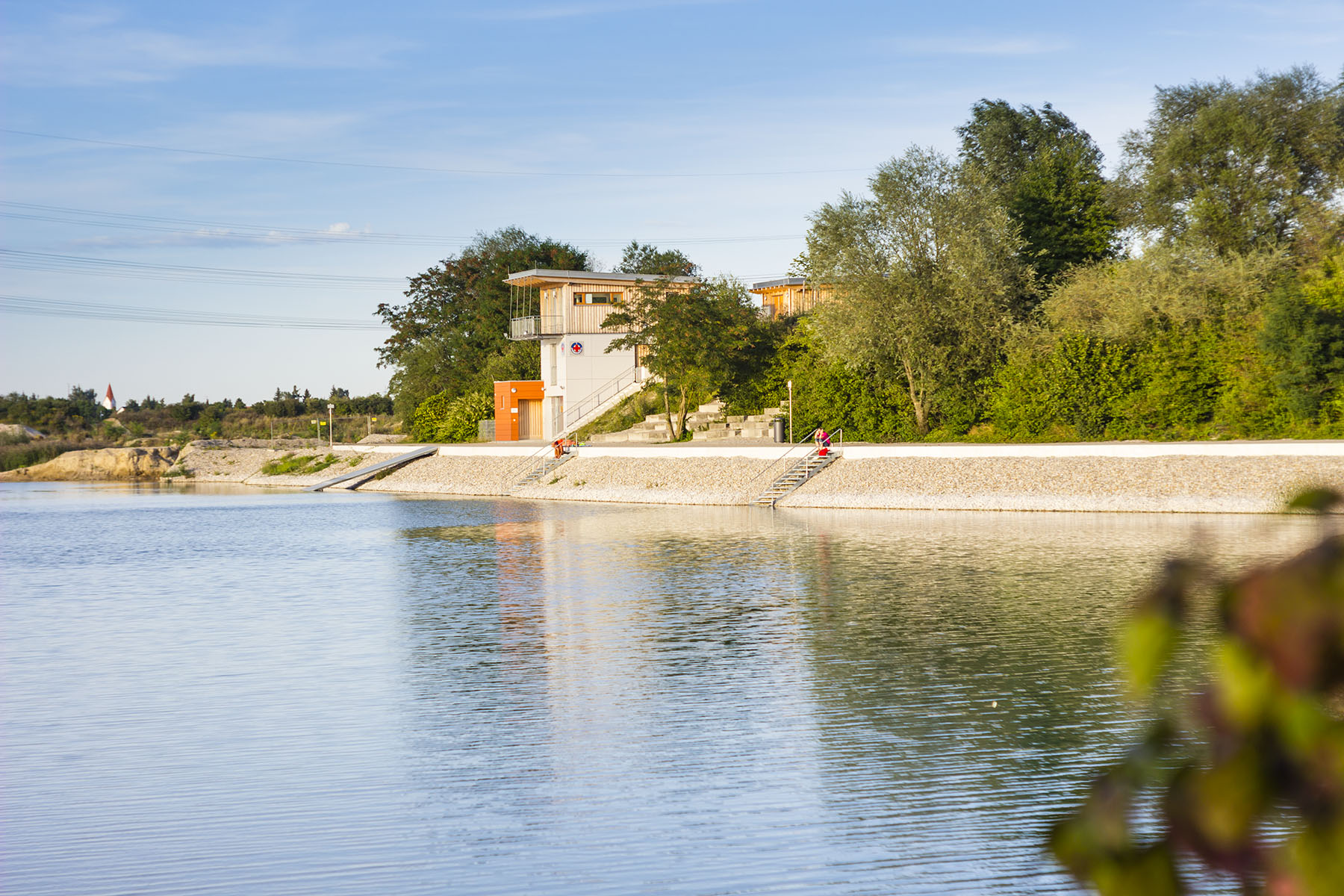
Rettungsstation der Wasserwacht

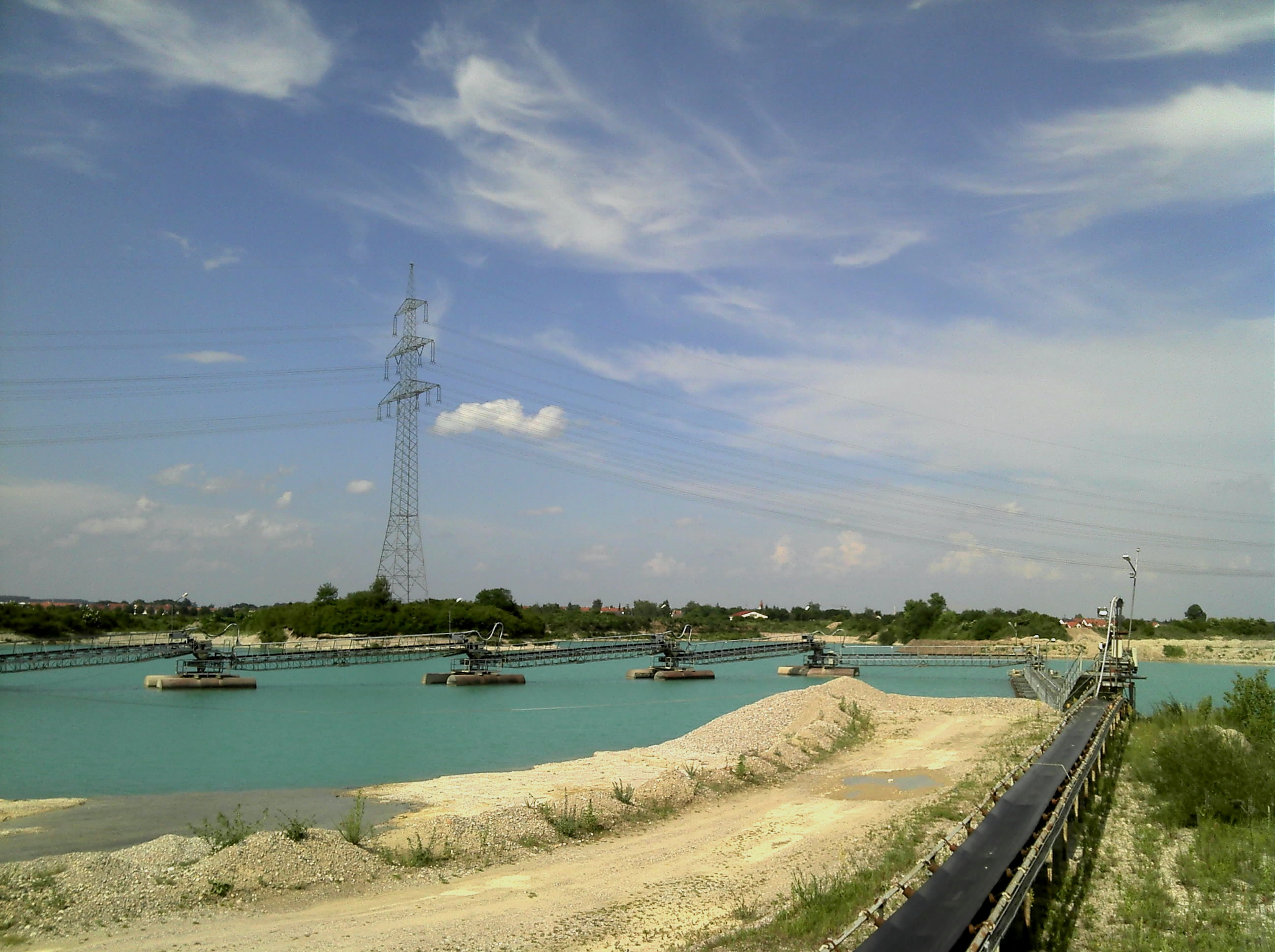
Hollerner See in der Bauphase 2011

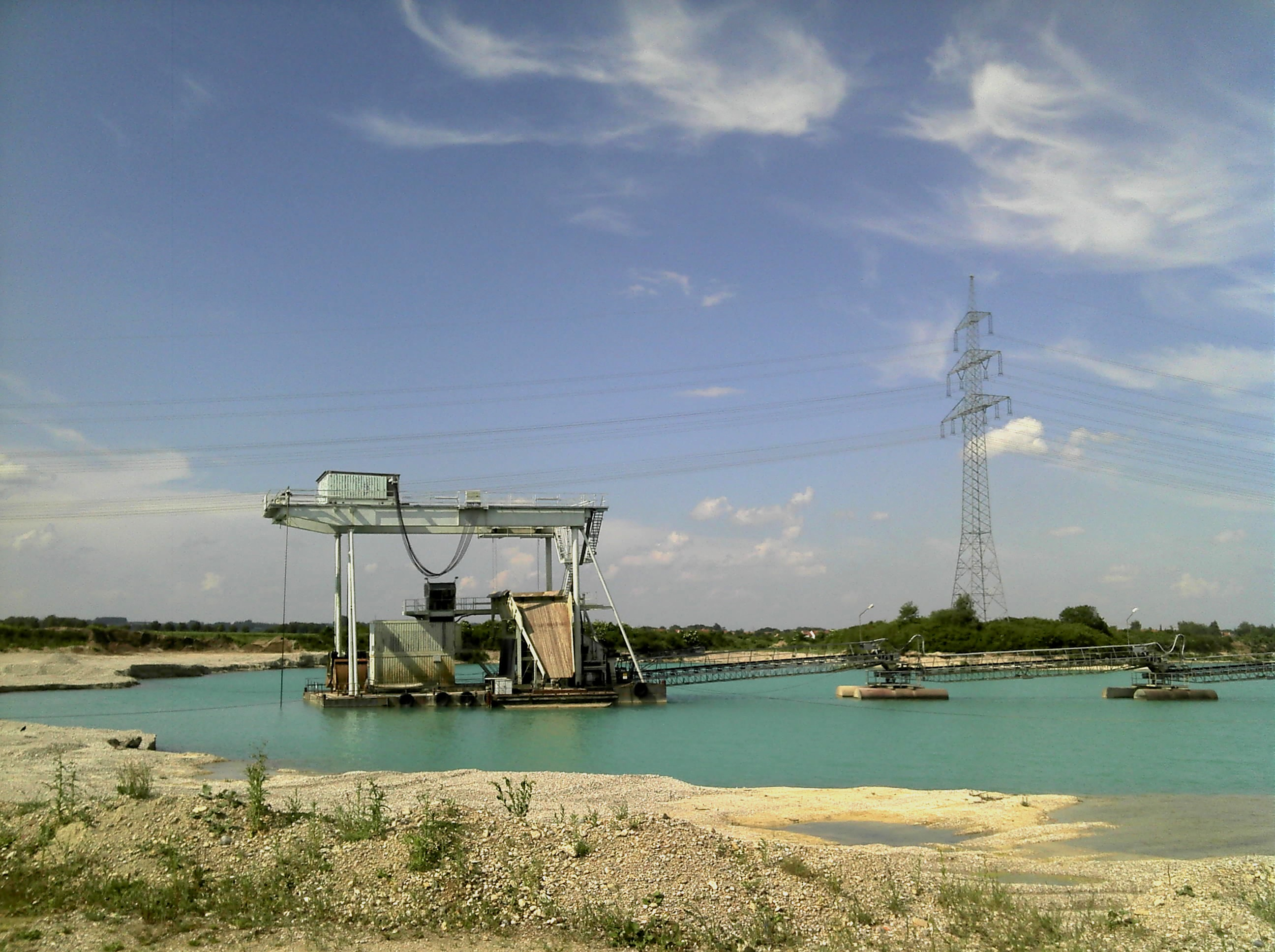
Kiesabbau

Der Hollerner See ist ein ca. 28 Hektar großer Badesee im Gemeindebereich Eching im Landkreis Freising.
Der See entstand als Baggersee nach großflächigem Kiesabbau aufgrund einer Initiative des Erholungsflächenvereins. Im Sommer 2011 wurde der erste Bauabschnitt am Südostufer eingeweiht. Im Juni 2020 wurde die Badenutzung freigegeben.